# Pachycereus pringlei
Pachycereus pringlei, також відомий під назвами Гігантський мексиканський кардон і слоновий кактус — вид рослин родини кактусових, чиєю батьківщиною є північний захід Мексики, а саме такі штати, як Баха-Каліфорнія, Баха-Каліфорнія-Сюр і Сонора. Зазвичай його називають кардон. Ця назва походить від іспанського слова cardo, яке означає «чортополох».
Великі екземпляри цього кактуса все ще існують, але багато їх знищено через очищення земель під сільськогосподарські угіддя в Сонорі.
Плоди цього кактуса були важливим продуктом харчування для людей народності сері в Сонорі, які їх називали xaasj.
Кактус має алкалоїди і, ймовірно, його використовували як психоактивну речовину в Мексиці.
Завдяки симбіозу з колоніями бактерій і грибів на коренях ці рослини можуть зростати на голих скелях, оскільки бактерії забезпечують живлення за допомогою фіксації азоту.

## Морфологія
Кардон — найвищий серед кактусів у світі. Максимальна зафіксована висота рослин становить 19.2 м. Товщина стовбурів до 1 м і вони мають декілька вертикальних гілок. Загалом рослини нагадують споріднені сагуаро (Carnegiea gigantea), але відрізняться за такими ознаками:
- менша кількість ребер на стеблах;
- мають більше гілок;
- гілки розміщені ближче до низу стебла;
- ареоли мають інакший вигляд;
- квіти на стеблі ближче до землі;
- плоди мають шипи.

Квіти великі, білі, нічні, розміщені вздовж ребер.

## Тривалість життя та висота
В середньому дорослі особини сягають 10 м заввишки, але відомі екземпляри і за 18 м.. Ці рослини ростуть повільно, їх вік може сягати сотень років, але їх ріст можна значно пришвидшити введенням на ранніх стадіях бактерій, таких як Azospirillum. Більшість дорослих рослин мають декілька бокових гілок, які можуть бути так само масивними, як стовбур. Вага всієї рослини може сягати 25 тонн.

## Галерея

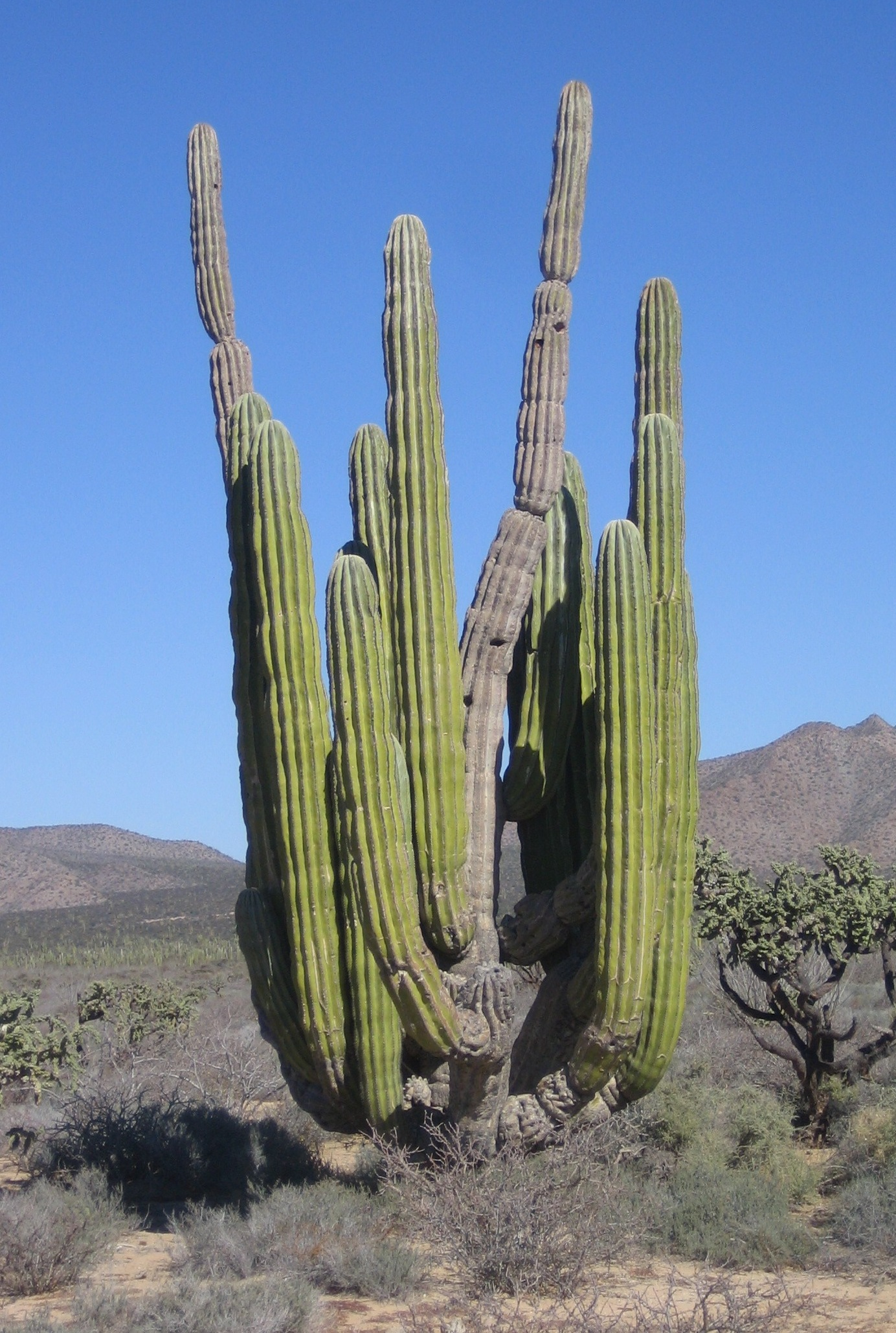
P. pringlei
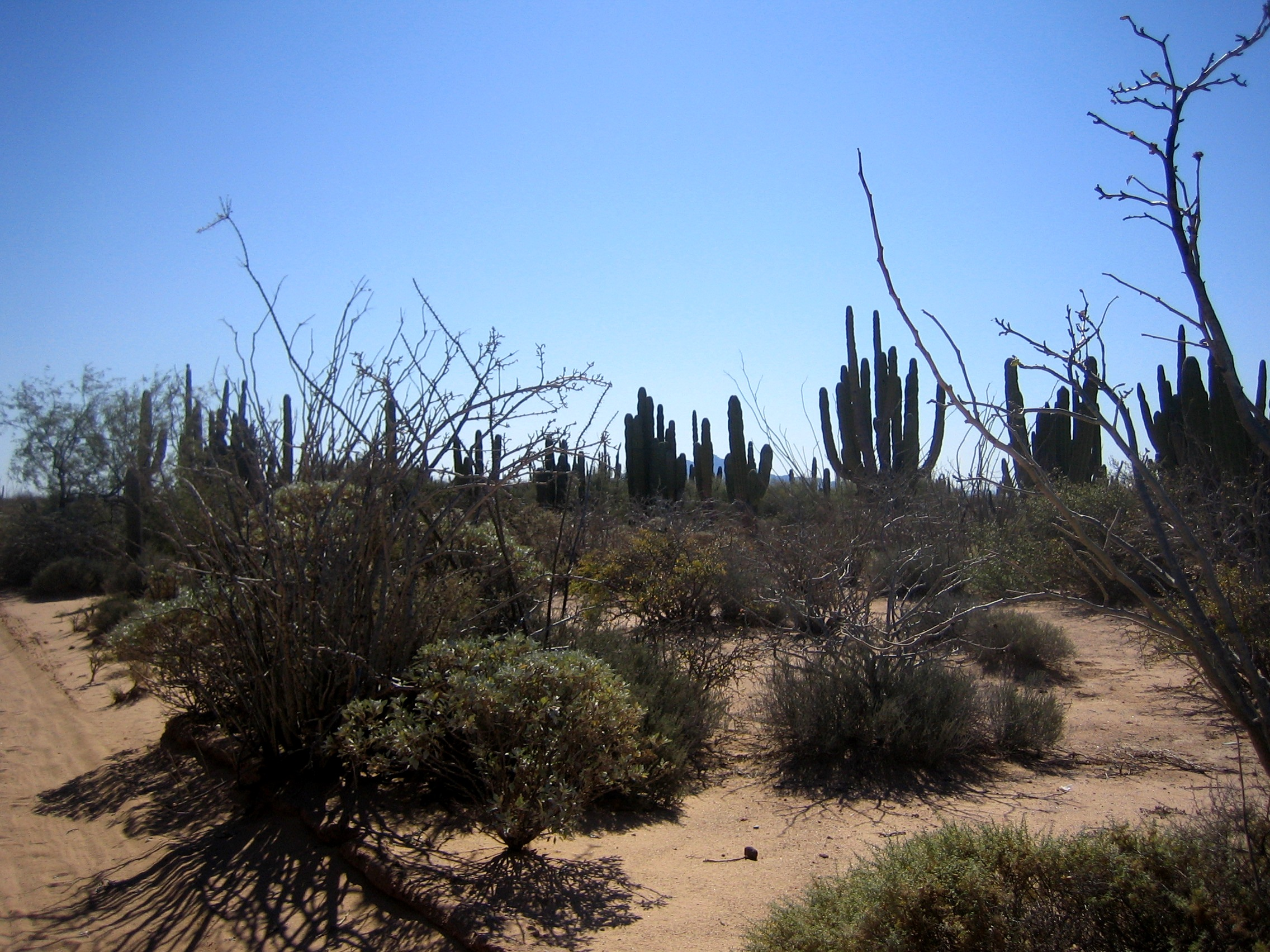
Поле P. pringlei
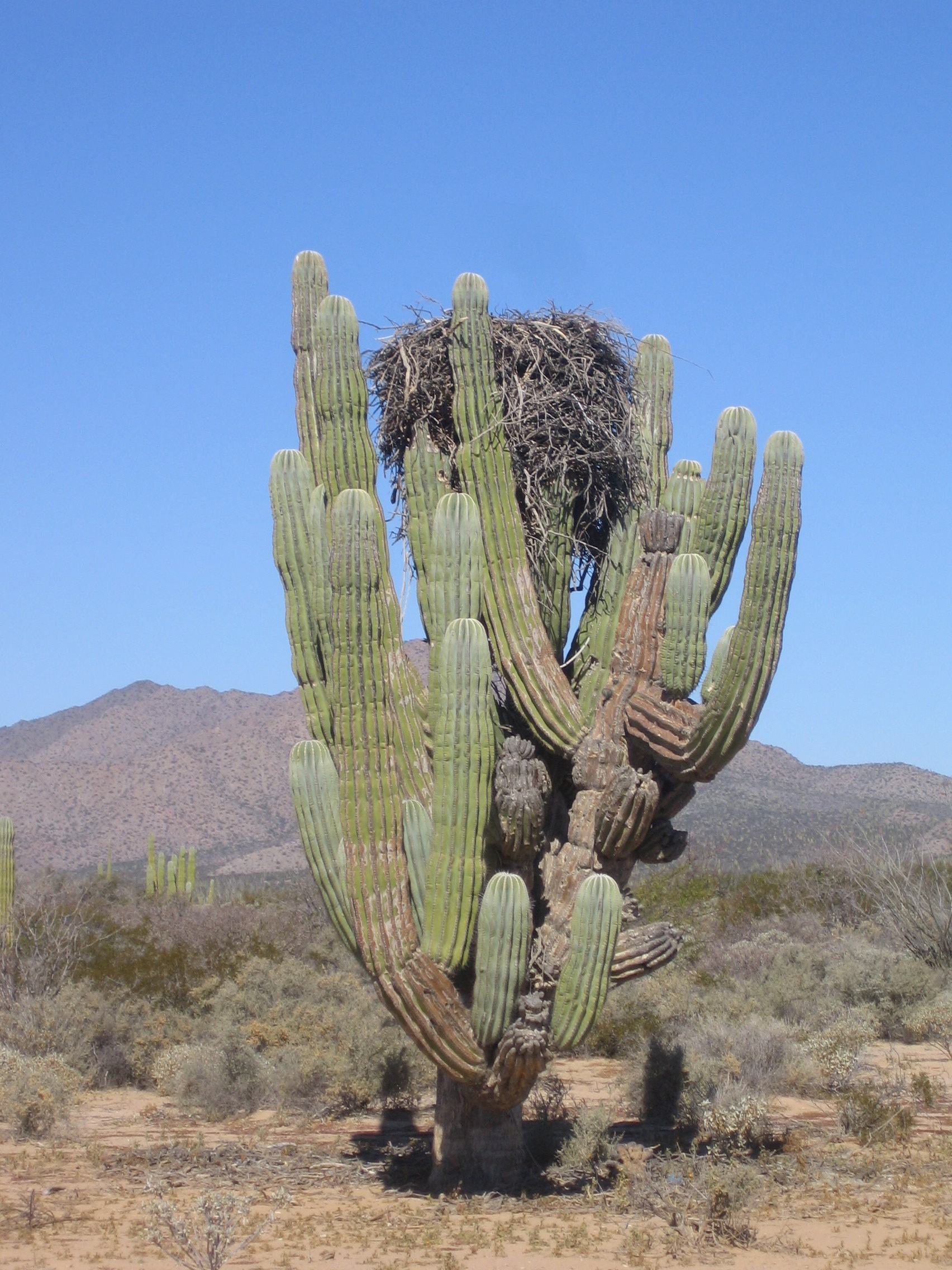
P. pringlei з гніздом скопи
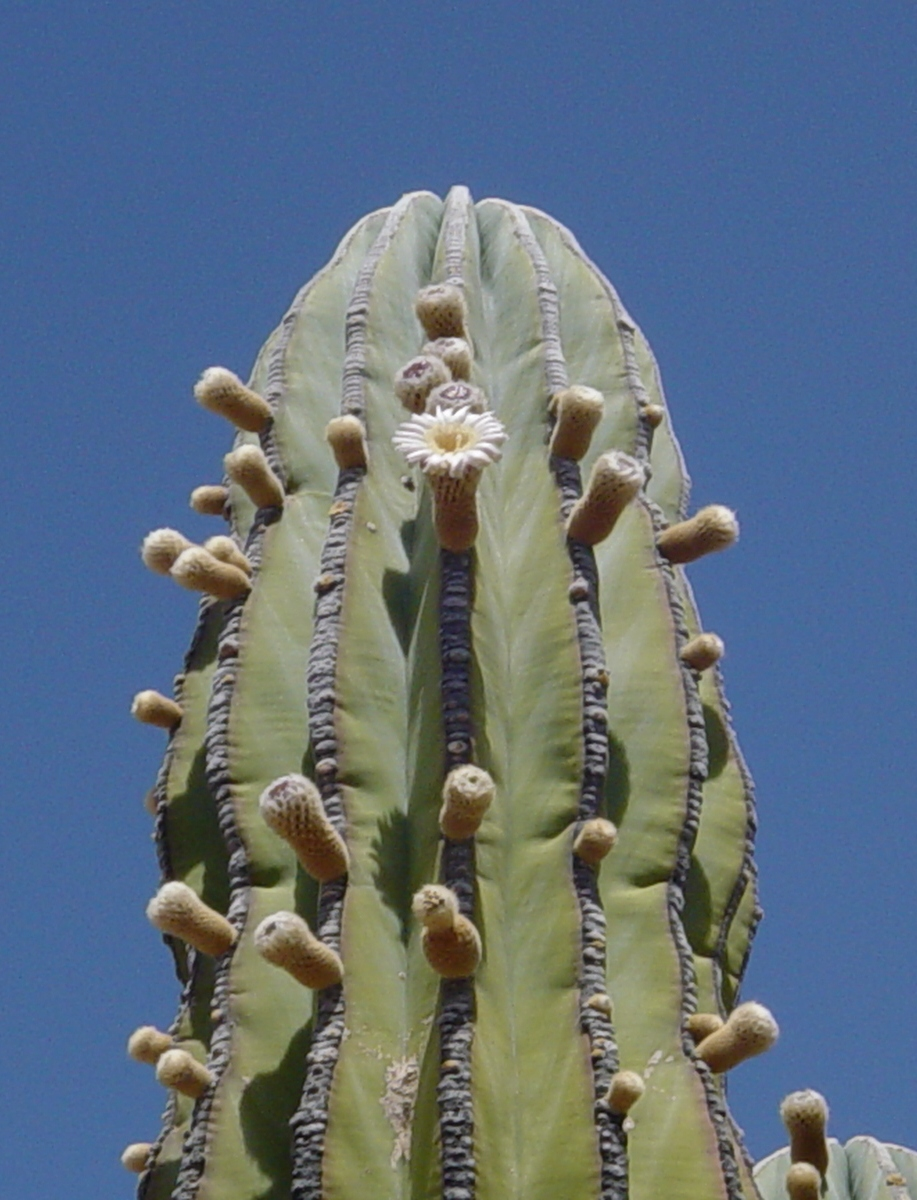
P. pringlei з квітками
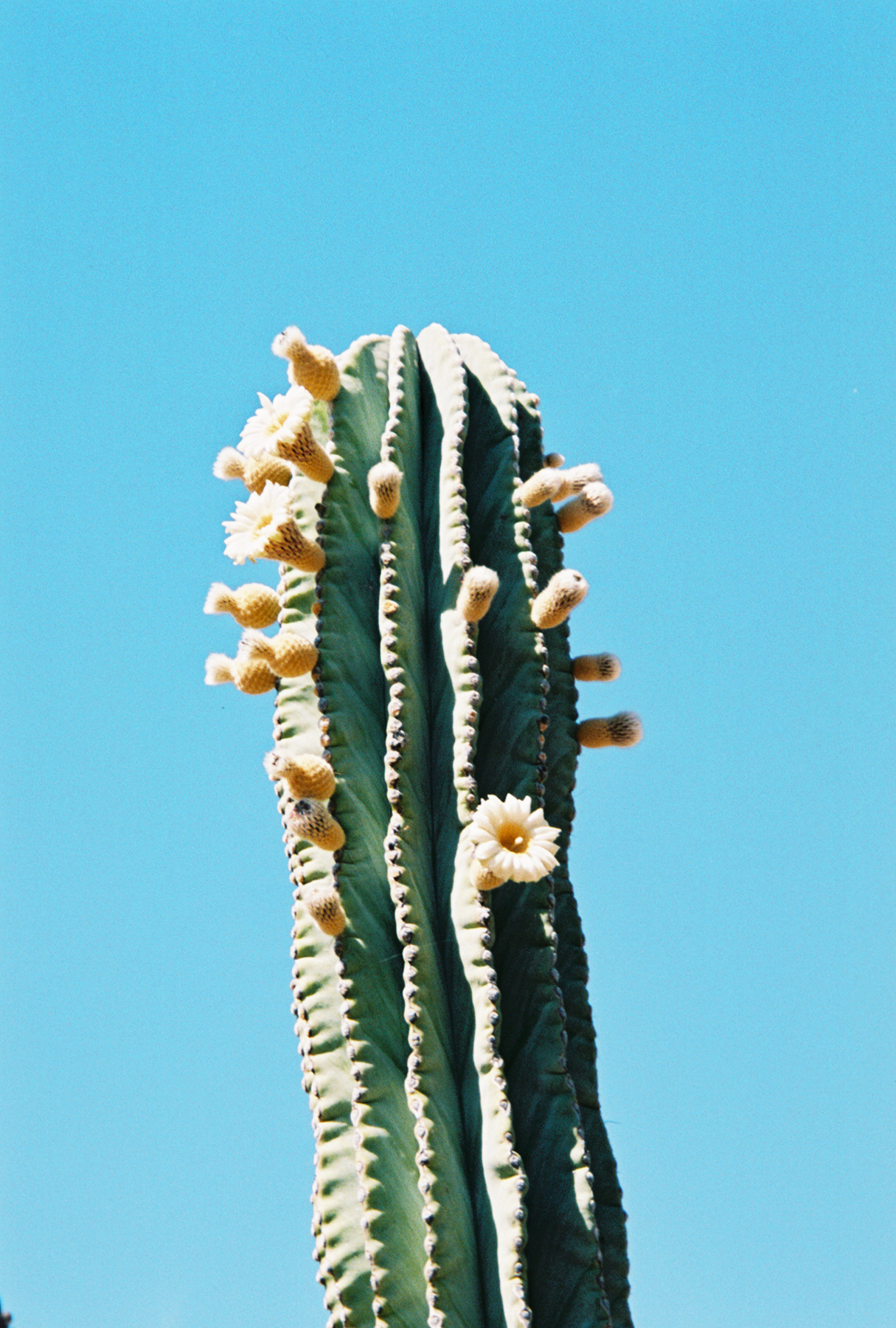
P. pringlei цвіте